# Kalim
Kalim Schamim, noto semplicemente come Kalim (Billstedt, 1992), è un rapper tedesco di origine afghana.

## Biografia
Kalim Schamim nasce a Billstedt, un quartiere di Amburgo, nel 1992, da genitori profughi afghani. Nel 2011 pubblica il suo primo mixtape, Wo ich wohn, e viene notato dal fratello del rapper SSIO, Sohail Sadat, manager dell'etichetta Alles oder Nix Records, con cui firma un contratto. Nell'agosto 2014 è la volta del secondo mixtape Sechs Kronen, ispirato al West Coast hip hop, che raggiunge la trentesima posizione nelle classifiche tedesche.
Il suo album in studio di debutto, intitolato Odyssee 579 e composto di 12 brani, esce il 28 ottobre 2016. Il 22 settembre 2017 viene reso disponibile il secondo album, Thronfolger, contenente collaborazioni con artisti come Xatar, Luciano, Gzuz, Trettmann, Bausa e Maxwell. Nel 2018 lascia la Alles oder Nix Records per firmare con la major Universal.
Il 4 luglio 2019 pubblica il terzo album, Null auf Hundert, caratterizzato dalla partecipazione di Luciano, Nimo, Ufo361, Jamule, Reezy e Lary. Anch'esso, come tutti i lavori dell'artista, è formato da 12 brani. Il 25 settembre 2020 esce MVP, quarto album del rapper, seguito, nell'ottobre 2021, da T.O.T.Y., acronimo di Trapper of the Year.
L'8 dicembre 2022 esce il sesto album, B2B, che annovera collaborazioni con artisti anche internazionali, come Headie One e Loredana. Nel maggio 2023 partecipa ad un remix del singolo Mentalité del rapper italiano Baby Gang. Il 7 dicembre dello stesso anno pubblica il settimo album, dal titolo Partys, Pain & Pistolen.

## Stile musicale
Il gangsta rap di Kalim è caratterizzato da sonorità cupe ed atmosfere tetre, affrontando tematiche di strada senza cadere nei cliché dei rapper gangster.

## Discografia

### Da solista

#### Album in studio
- 2016 – Odyssee 579
- 2017 – Thronfolger
- 2019 – Null auf Hundert
- 2020 – MVP
- 2021 – T.O.T.Y.
- 2022 – B2B
- 2023 – Partys, Pain & Pistolen
- 2024 – Nur für meine Augen

#### Mixtape
- 2011 – Wo ich wohn
- 2014 – Sechs Kronen

#### EP
- 2022 – D.O.T.Y.